# Мадам Боварі (фільм, 1949)
Мадам Боварі (англ. Madame Bovary) — американська мелодрама режисера Вінсента Міннеллі 1949 року. Фільм знятий за мотивами роману Гюстава Флобера «Пані Боварі» (Madame Bovary, 1856).

## Сюжет
Емма Боварі — дружина провінційного лікаря. Вона виросла і живе в дрібнобуржуазної середовищі, але тяготиться її вульгарністю і намагається будувати своє життя за зразками романтичної літератури. Чи не вдоволена своїм люблячим, але недалеким чоловіком Шарлем Боварі, вона пускається в любовні авантюри, несвідомо дотримуючись сценаріями то шаленої байронічної пристрасті, то сентиментального «спорідненості душ».
Максималізм Емми в розігруванні своїх літературних ролей приводить в жах її обачних коханців, і ті відступають перед непоправними кроками, які вона намагається їм нав'язати. Ідеалістичні устремління Емми мають і соціальний зміст — наперекір убозтва свого міщанського побуту і буржуазної етики накопительства вона намагається вести себе як аристократка, яка не рахує грошей; цим користується місцевий лихвар Лері, поступово втягує її в борги і доводить до розорення, за яким неминуче повинне піти розкриття її подружньої невірності.
Після марних спроб домогтися допомоги від своїх колишніх коханців Емма кінчає самогубством; через деякий час слідом за нею вмирає і Шарль, що залишився вірним пам'яті дружини.

## У ролях
- Дженніфер Джонс — Емма Боварі
- Джеймс Мейсон — Гюстав Флобер
- Ван Гефлін — Чарльз Боварі
- Луї Журдан — Родольф Буланже
- Альф Челлін — Леон Дюпюї
- Джин Локхарт — Дж. Оме
- Френк Алленбі — Лерукс
- Гледіс Купер — мадам Дюпюї
- Джон Ебботт — мер Тюваш
- Гаррі Морган — Іполит
- Еллен Корбі — Фелісіті